# Parc national de la rivière Guy Fawkes
Le parc national de la rivière Guy Fawkes (anglais : Guy Fawkes River National Park) est un parc national situé en Nouvelle-Galles du Sud en Australie à 560 km environ au nord de Sydney. 
Il est situé sur la Water Way près de Ebor, à 50 km à l'ouest de Dorrigo et 80 km au nord-est d'Armidale. 
Ce parc abrite plus de 40 types de végétation, 28 espèces végétales menacées, 24 espèces animales menacées et de vastes étendues de forêts anciennes protégées. La rivière Guy Fawkes quitte les Northern Tablelands par les chutes d'Ebor. On y trouve de spectaculaires exemples de vallées fluviales et de gorges profondesle long de la vallée de la rivière qui suit une ancienne faille dans le parc. Les gorges sauvages des rivières Aberfoyle, Sara et Henry se trouvent aussi dans le parc.

## Historique
De nombreux chevaux sauvages (Brumbies) vivaient dans ce parc depuis les années 1930, de nombreux d'entre eux ayant une ascendance Saladin avec une robe couleur daim ou palomino. En octobre 2000, plus de 600 d'entre eux ont été tués depuis un hélicoptère au cours d'une très controversée campagne d'abattage. Plus de 400 ont ensuite été pris au piège et 200 d'entre eux ont été déplacés.
Dans les années 1970, le sentier de randonnée du Bicentennial National Trail  parcourt la rive ouest de la rivière Guy Fawkes sur une ancienne piste pour le transfert de bétail.

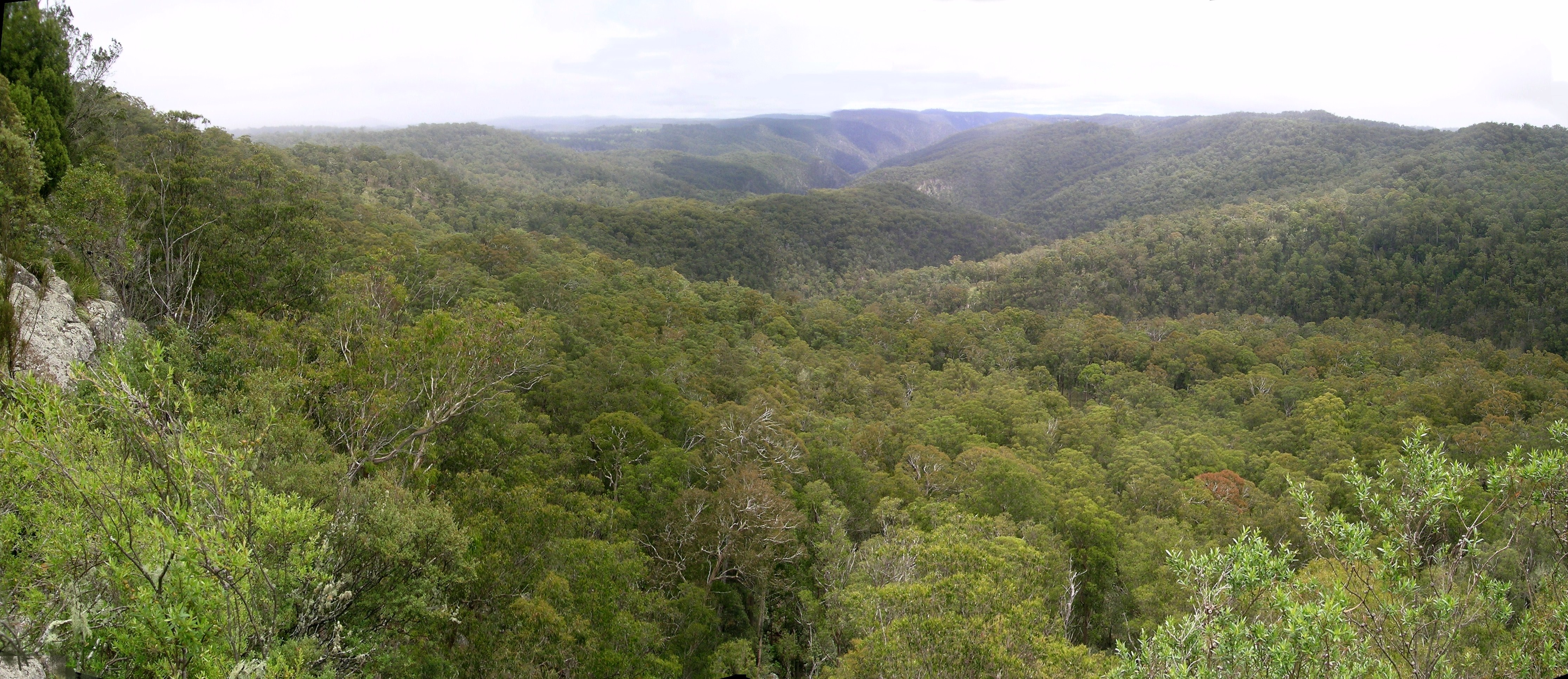
Le parc